# Midsland (schip, 1968)
De Midsland was het schip dat van 1975 tot 1985 voor rederij Doeksen een veerverbinding onderhield tussen Harlingen en Terschelling. Het werd gebouwd als Rheinland, in 1974 hernoemd Bayern, voer bij Doeksen onder de naam Midsland en vanaf 28 juni 1985 als Vlieland, na de verkoop in juni 1994 als Serengeti.
Sinds 1985 werd het schip als Vlieland ingezet op de route Harlingen-Vlieland. In 1987 werd het schip verbouwd: er kwam een nieuw bovendek aan de achterzijde en de twee MTU-Maybach-hoofdmotoren werden vervangen door twee GM's. Ook de gele kleuren van onder meer de schoorsteen werden vervangen door de kenmerkende blauwe Doeksen-kleuren. Toen in 1994 de Schellingerland werd verbouwd om in de Vlielanddienst ingezet te worden, werd het schip verkocht aan Azam Marine, die het schip als Serengeti inzette in Zanzibar. Voordat de reis naar Zanzibar begon, was de boeg vervangen in de werf van Harlingen. Op 13 maart 2010 brandde het schip volledig uit, maar volgens bronnen was het schip daarna weer in de vaart genomen.
Een halve eeuw na de tewaterlating, in 2018, kwam een einde aan het bestaan van het schip. Het lag, rijp voor de sloop, gestrand bij het eiland Unguja. 